# فرودگاه نورث لاس وگاس
 فرودگاه نورث لاس وگاس (به انگلیسی: North Las Vegas Airport) یک فرودگاه همگانی بهره‌برداری هوایی با کد یاتا VGT است که یک باند فرود آسفالت دارد و طول باند آن ۱۵۲۵ متر است. این فرودگاه در شهر لاس‌وگاس کشور ایالات متحده آمریکا قرار دارد و در ارتفاع ۶۷۲ متری از سطح دریا واقع شده است.